# Lorenzo Melgarejo
Pour les articles homonymes, voir Melgarejo.
Lorenzo Melgarejo est un footballeur international paraguayen né le 10 août 1990 à Loma Grande (es). Il évolue au poste d'ailier gauche.

## Biographie

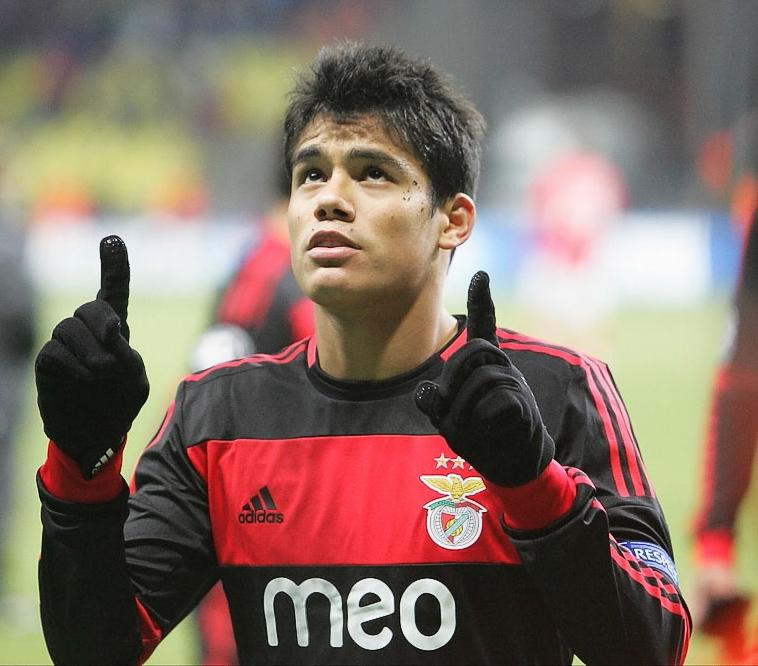
Melgarejo avec le Benfica Lisbonne en 2012

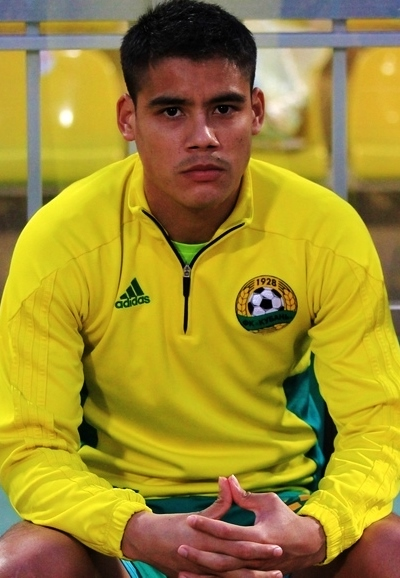
Melgarejo avec Kouban Krasnodar en 2015

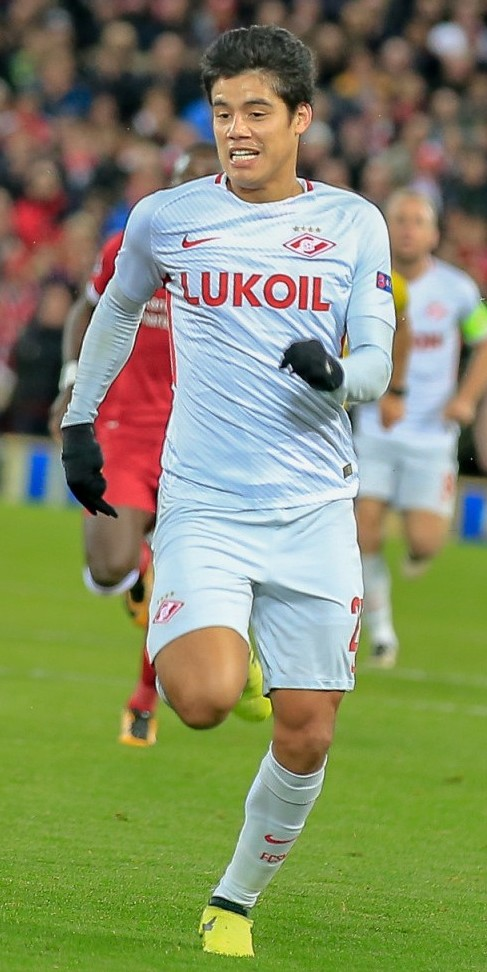
Melgarejo avec le Spartak Moscou en 2017

Arrivé en fin de contrat à l'issue de la saison 2019-2020 avec le Spartak Moscou, il ne prolonge pas son contrat et quitte le club russe après y avoir passé quatre saisons.

## Caractéristiques
Melgarejo est un joueur très polyvalent. Attaquant de formation, il a été replacé successivement en milieu offensif puis en latéral gauche par l’entraîneur du Benfica Jorge Jesus. 

## Palmarès
- Benfica
  - Finaliste de la Coupe du Portugal en 2013
  - Finaliste de la Ligue Europa en 2013

- Kouban Krasnodar
  - Finaliste de la Coupe de Russie en 2015

- Spartak Moscou
  - Champion de Russie en 2017
  - Vainqueur de la Supercoupe de Russie en 2017